# Skjoma
Die Skjoma (auch Elvegårdselva) ist ein Fluss in der Kommune Narvik in Nordland. Sie mündet in den Fjord Skjomen, einen südlichen Seitenfjord des Ofotfjords, nahe dem Ort Elvegård. Sie ist 71 km lang und hat ein Einzugsgebiet von 844,34 km². Der mittlere Abfluss an der Mündung beträgt 31,31 m³/s. Der Fluss trägt im Vassdragsregister (Verzeichnis der Wasserläufe) von Norwegen die Nummer 738.
Die Skjoma war einer der besten Lachsflüsse in Nordnorwegen, bevor in den 1970er Jahren ein Wasserkraftwerk gebaut wurde. Seither ist die Strömung stark reduziert, aber der Fluss hat noch immer einen guten Bestand an Forellen.
Der längste Zufluss entspringt als unbenanntes Gewässer auf der Südostseite des Storfjellet und fließt als Sealggajohka aus dem See Leirvatnet, folgt dem in nordöstliche Richtung verlaufenden Taleinschnitt und gelangt dann gleich in den nächsten See, den Sealggajávri bzw. Sælkajavrre. Der Sealggajohka fließt in den See Čunojávri, in den auch der Rádjejohka fließt. Der Ausfluss aus dem Čunojávri wird zuerst noch Čunojohka genannt. Dieser fließt in westlicher Richtung in das Norddalen. Skjoma bzw. Elvegårdselva wird der Fluss erst genannt, wenn der Čunojohka und der aus dem Süden kommende Čáihnajoka zusammen fließen. Allerdings wurde der Fluss nach dem Zusammenfluss leicht aufgestaut (Staukotte 639 m ü. M.); dieser Stausee trägt noch den Namen Čunojohka. Bei Alm Skearrogieddi fließt von Norden her as Wasser des Sees Lossivatnet, der heute als Stausee dient. Südlich der Siedlung Bogholm fließen die Sorelva bzw. Kobbelva in den Fluss, während die Skjoma, von Osten durch das Norddalen herkommend, eine fast rechtwinklige Richtungsänderung nach Norden macht. Zwischen Bogholm und Gamnes befindet sich ein Messstelle (Nr. 739) für den Abfluss ohne Aufzeichnungsgerät.
Im Einzugsgebiet der Skjoma gibt es insgesamt 79 Gletschersektionen oder permanenten Schneefelder. Von diesen ist der Storsteinsfjellbreen der größte Gletscher.
Das Gebiet besitzt auch einige künstlich miteinander verbundene Gewässer. So fließt ein Teil des Wassers von Sælkajavrre zum Lossivatnet vom da zum Kobbvatnet. Auch das gestaute Wasser aus dem Čunojohka fließt zum Kobbvatnet. Der Kobbvatnet wiederum ist mit dem Iptovatnet verbunden, von da führt dann die Druckleitung zum Kraftwerk Skjomen (Skjomen kraftstasjon).